# 亚碘酸盐
亚碘酸根离子是一种亚卤酸根离子，化学式IO−
2，其中碘的氧化态为 +3。

## 存在
包括亚碘酸在内的亚碘酸盐都极不稳定。虽然被观测到了，亚碘酸盐仍未被分离，会快速歧化成碘单质和碘酸盐。但是，在碘化物和碘酸盐的转化过程中，观测到了亚碘酸盐的存在。

## 亚碘酸
亚碘酸是亚碘酸根的共轭酸，化学式 HIO2。

## 其它含氧阴离子
碘可以形成氧化态 −1，+1，+3，+5 和 +7 的含氧阴离子。一系列的碘的氧化物也是已知的。
| 碘的氧化态 | −1     | +1       | +3       | +5     | +7              |
| 名称       | 碘化物 | 次碘酸盐 | 亚碘酸盐 | 碘酸盐 | 高碘酸盐        |
| 化学式     | I−     | IO−      | IO− 2    | IO− 3  | IO− 4 或 IO5− 6 |